# Coasa creierului
Coasa creierului (Falx cerebri) este un pliu sagital al durei mater sub formă de coasă ce se extinde în jos pătrunzând în fisura longitudinală cerebrală și separând cele două emisfere cerebrale. Este atașată anterior de Crista galli a osului etmoid, se îndreaptă caudal și se prinde de marginile șanțului sinusului sagital superior (Sulcus sinus sagittalis superioris) și ajunge până la protuberanța occipitală internă (Protuberantia occipitalis interna), unde se fixează de fața superioară a cortului cerebelului (Tentorium cerebelli).